# Sancey-le-Long
Sancey-le-Long is een plaats en voormalige gemeente in het Franse departement Doubs in de regio Bourgogne-Franche-Comté en telt 386 inwoners (2005). De plaats maakt deel uit van het arrondissement Montbéliard.

## Geschiedenis
De gemeente maakte deel uit van het kanton Clerval totdat dit op 22 maart 2015 werd opgeheven en de gemeenten werden opgenomen in het op die dag gevormde kanton Bavans. Op 1 januari 2016 fuseerde Sancey-le-Long met de buurgemeente Sancey-le-Grand tot de commune nouvelle Sancey.

## Geografie
De oppervlakte van Sancey-le-Long bedraagt 7,0 km², de bevolkingsdichtheid is 55,1 inwoners per km².
De onderstaande kaart toont de ligging van Sancey-le-Long met de belangrijkste infrastructuur en aangrenzende gemeenten.

## Demografie
Onderstaande figuur toont het verloop van het inwonertal (bron: INSEE-tellingen).